# Paris-Clermont-Ferrand
 (novembre 2024).
Si vous disposez d'ouvrages ou d'articles de référence ou si vous connaissez des sites web de qualité traitant du thème abordé ici, merci de compléter l'article en donnant les références utiles à sa vérifiabilité et en les liant à la section « Notes et références ».
La course Paris-Clermont-Ferrand est une ancienne course cycliste française, organisée en 1892, puis de 1947 à 1953 en une seule étape de près de 400 kilomètres entre Paris et Clermont-Ferrand (Puy-de-Dôme)[source insuffisante].
La première édition, en 1892, est restée célèbre sous le surnom de course aux clous en raison des clous disposés sur la route selon la demande d'Édouard Michelin.

## Palmarès
Les résultats de cette course proviennent du site memoire-du-cyclisme.eu.
| Année     | Vainqueur        | Deuxième            | Troisième          |
| --------- | ---------------- | ------------------- | ------------------ |
| 1892      | Henri Farman     | Jean-Marie Corre    | Charly Hoden       |
| 1893-1946 | non disputé      | non disputé         | non disputé        |
| 1947      | Pierre Brambilla | Alexandre Pawlisiak | Joseph Claessens   |
| 1948      | Ange Le Strat    | René Vietto         | Maurice Diot       |
| 1949      | Maurice Quentin  | Lucien Lauk         | Raymond Louviot    |
| 1950      | Raoul Rémy       | Galliano Pividori   | Antoine Frankowsky |
| 1951      | Édouard Muller   | Lucien Lauk         | Roger Pontet       |
| 1952      | Jean Guéguen     | Jean Baldassari     | Gino Sciardis      |
| 1953      | Eugène Telotte   | Roger Chupin        | Jean Baldassari    |